# Яровий Сергій Анатолійович
Сергій Анатолійович Яровий (нар. 17 березня 1958, місто Одеса) — український міліціонер. З 5 березня 2014 до 21 липня 2021 року — перший заступник Міністра внутрішніх справ України. Генерал-полковник.

## Освіта
Освіта вища, в 1979 році закінчив Тбіліське вище артилерійське командне училище ім. 26 Бакинських комісарів, в 1992 році командний факультет Військової академії Збройних Сил ім. М. В. Фрунзе, а в 2008 — Одеський юридичний інститут Харківського національного університету внутрішніх справ.

## Трудова діяльність
Пройшов шлях від командира взводу до заступника Міністра внутрішніх справ України.
Служив у Радянській армії в 1979—1989 рр. Військову службу проходив в десантно-штурмових частинах групи військ в Німеччині та Далекосхідному військовому округу.
У 1992–1993 — начальник штабу 7 полку З дивізії Національної гвардії України.
У 1993–1995 — командир 9 окремого батальйону 3 дивізії Національної гвардії України.
З 1995 по 1998 — начальник штабу 22 окремої спеціальної моторизованої бригади міліції Внутрішніх військ МВС України.
У 2003—2004 — командир військової частини 3003 Внутрішніх військ МВС України.
З 2004 до 2010 — начальник управління Південного територіального командування Внутрішніх військ МВС України.
У 2010–2012 — командувач Внутрішніх військ МВС України.
У 2012–2014 — радник Міністра внутрішніх справ України (Департамент забезпечення діяльності Міністра, стратегічного аналізу та прогнозування МВС України).
З 2014 року — заступник Міністра внутрішніх справ України.
З 8 лютого 2017 року — перший заступник Міністра внутрішніх справ України.
23 серпня 2014 року присвоєно військове звання генерал-полковника.

## Нагороди
- Орден Богдана Хмельницького ІІІ ступеня (1999)[3].
- Орден Данила Галицького (2006)[4].
- Орден Богдана Хмельницького II ступеня (4.08.2017)[5]